# از تسلیم‌شدن امتناع کنید
تسلیم‌نشوید (به تامیلی: Adanga Maru) یا از تسلیم‌شدن امتناع کنید (به انگلیسی: Refuse to concede) فیلمی هندی محصول سال ۲۰۱۸ و به کارگردانی کارتیک تانگاول است. در این فیلم بازیگرانی همچون جایام راوی، راشی خانا، بابو آنتونی، چامس و شمنا قاسم ایفای نقش کرده‌اند.